# Grant Mitchell
lsaac Mitchell  es un personaje ficticio de la serie de televisión británica EastEnders, interpretado por el actor Ross Kemp del 22 de febrero de 1990, hasta 1999 y del 2005 hasta el 9 de junio de 2006. Kent regresó a la serie en el 13 de mayo del 2016 y su última aparición fue el 9 de septiembre del 2016.

## Antecedentes
Grant es el segundo hijo de Eric y Peggy Mitchell, era muy unido a su hermano Phil Mitchell y juntos protegían a su hermana menor, Sam Mitchell. Grant fue paracaidista del ejército y tomó un curso de mecánica, sin embargo la Guerra de las Malvinas lo marcó profundamente por lo que decidió abandonar el ejército y regresar a su vida como civil, sin embargo al inicio se le dificultó ya que tenía recuerdos de la guerra, pesadillas y enojo.

## Biografía
Cuando Grant regresa a Walford en marzo del 2016 descubre que Mark Fowler es su hijo, poco después el 9 de septiembre del 2016 decide irse y se muda a Portugal con su hija Courtney Mitchell.